# Stellarium
Stellarium là một phần mềm mô phỏng vũ trụ tự do nguồn mở phát hành theo Giấy phép Công cộng GNU phiên bản 2, có sẵn cho Linux, Windows và MacOS. Một phiên bản Stellarium cho thiết bị di động tên Stellarium Mobile hiện có sẵn trên Android, iOS và Symbian, được phát triển bởi Noctua Software. Phần mềm sử dụng nền tảng OpenGL để tạo ra phép chiếu thực tế của bầu trời đêm theo thời gian thực.
Stellarium được nhà lập trình người Pháp Fabien Chéreau viết ra, ông đã khởi động dự án này vào mùa hè năm 2001. Hiện nay Stellarium đang được duy trì và phát triển bởi Alexander Wolf, Georg Zotti, Marcos Cardinot, Guillaume Chéreau, Bogdan Marinov, Timothy Reaves, Ferdinand Majerech và Jörg Müller. Ngoài ra còn có một số nhà phát triển khác đóng góp hoàn thiện Stellarium, gồm có Robert Spearman, Johannes Gajdosik, Matthew Gates, Nigel Kerr, và Johan Meuris, người đảm nhận công tác đồ họa.
Stellarium được chọn là Dự án của tháng trên SourceForge vào tháng 5 năm 2006.

## Lịch sử
Năm 2006, Stellarium 0.7.1 thắng giải vàng ở hạng mục Giáo dục của cuộc thi phần mềm tự do Les Trophées du Libre.
Phiên bản tùy chỉnh của Stellarium đã được dự án MeerKAT sử dụng để hiển thị bầu trời ảo, thể hiện phần bầu trời quan sát được khi vị trí của ăng ten của ống kính thiên văn hướng tới.
Tháng 12 năm 2011, Stellarium được thêm vào các "ứng dụng đặc thù" trong Ubuntu Software Center.

## Đặc điểm
Về các tính năng của bầu trời, hơn 600.000 ngôi sao từ Hipparcos Catalogue và Tycho-2 Catalogue có thể được tìm thấy, cùng hơn 210 triệu ngôi sao từ các catalog bổ sung.
Stellarium còn cung cấp hình minh họa các mảng sao và chòm sao từ mười nền văn hóa, hình ảnh của các tinh vân (đầy đủ catalog Messier) và một số miêu tả thực tế. Dãy Ngân Hà, khí quyển, bình minh, các hành tinh trong Hệ Mặt Trời và các mặt trăng chủ yếu của nó đều được thể hiện đầy đủ trong ứng dụng này. Người sử dụng có thể quan sát các định tinh và các thiên thể khác từ các điểm tham chiếu phi địa cầu (như Sao Thổ, Phobos, sao chổi C/2006 P1 (McNaught) hoặc bất kỳ thiên thể nào khác được định nghĩa trong file system.ini).
Stellarium với giao diện đa ngôn ngữ hỗ trợ tính năng zoom, điều chỉnh thời gian, các đoạn script dựng sẵn để ghi và trình chiếu nhắc lại, phép chiếu mắt cá cho planetarium domes, phép chiếu gương cầu (spheric mirror) cho vòm cá nhân, điều khiển kính thiên văn, lưới xích đạo và phương vị, các sao lấp lánh và thiên thạch, mô phỏng nhật thực, khung cảnh và các vật thể trên bầu trời khác.

### VirGO
VirGO là một plugin Stellarium, một trình duyệt trực quan dành cho Bộ phận Lưu trữ Khoa học Đài thiên văn Nam Châu Âu (ESO), cho phép các nhà thiên văn nghiên cứu dữ liệu thiên văn chuyên nghiệp. VirGO không còn được hỗ trợ hay duy trì; phiên bản cuối cùng có số hiệu 1.4.5, phát hành vào ngày 15 tháng 1 năm 2010.

## Stellarium Mobile
Stellarium Mobile là một phần của Stellarium, được phát triển bởi một số thành viên của Stellarium. Stellarium nhắm đến các thiết bị di động dùng Symbian, Maemo, Android và iOS. Một số tính năng bổ sung cho di động đã được tích hợp với Stellarium dòng chính.

## Màn hình

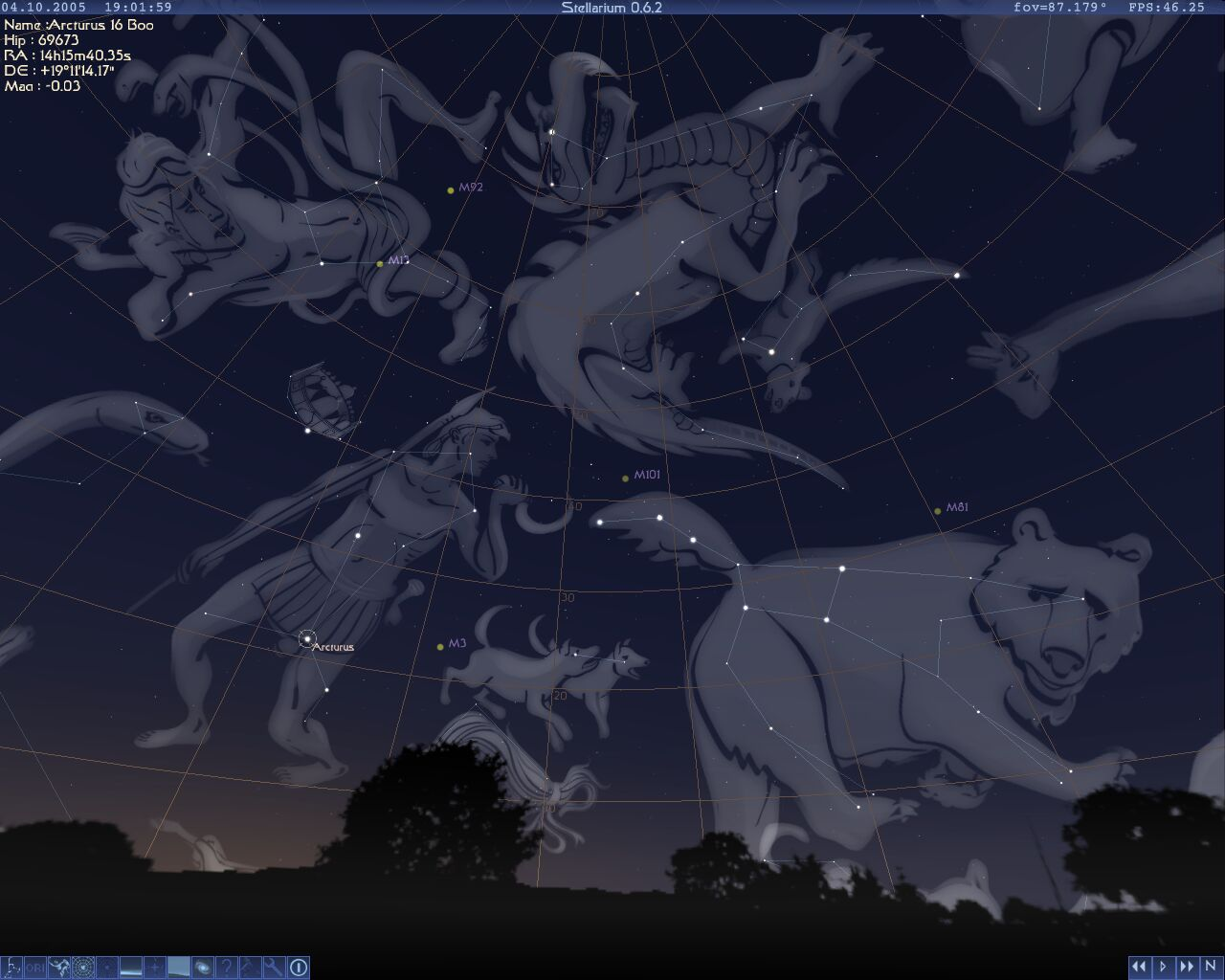
Hình vẽ chòm sao trong phiên bản 0.6.2
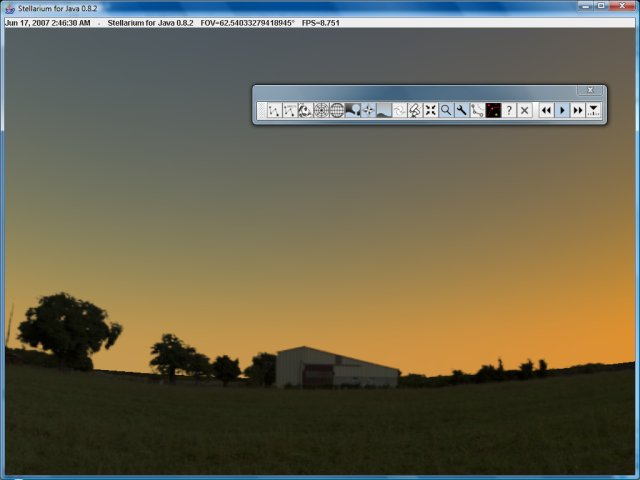
Stellarium cho Java (một nhánh Java), phiên bản 0.8.2
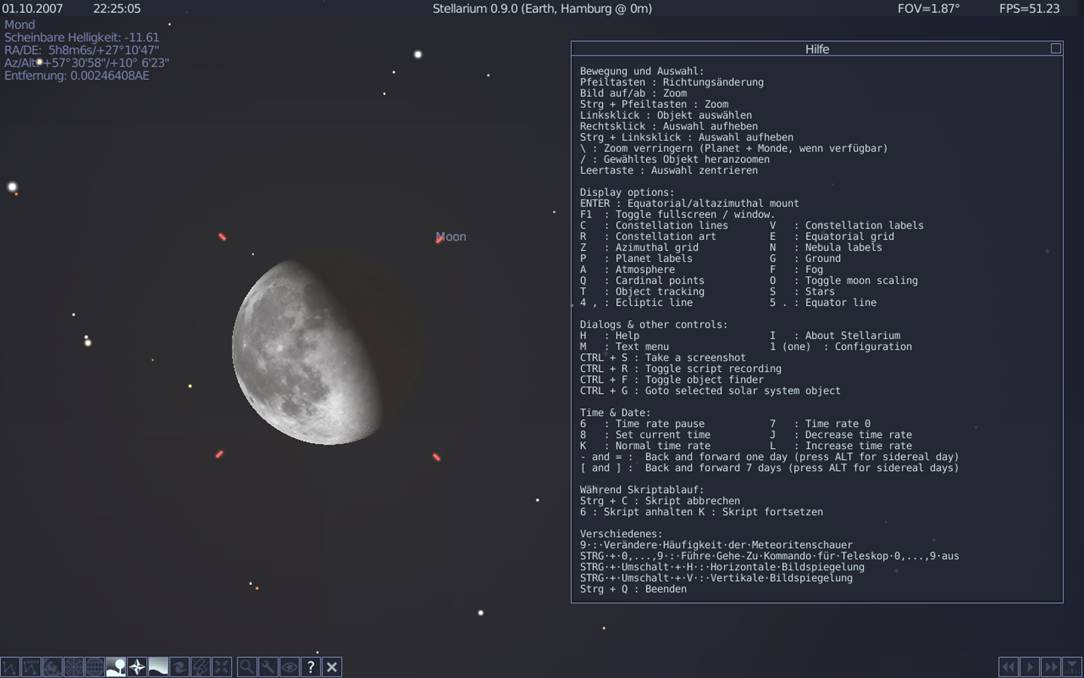
Phiên bản 0.8.0, bằng tiếng Đức
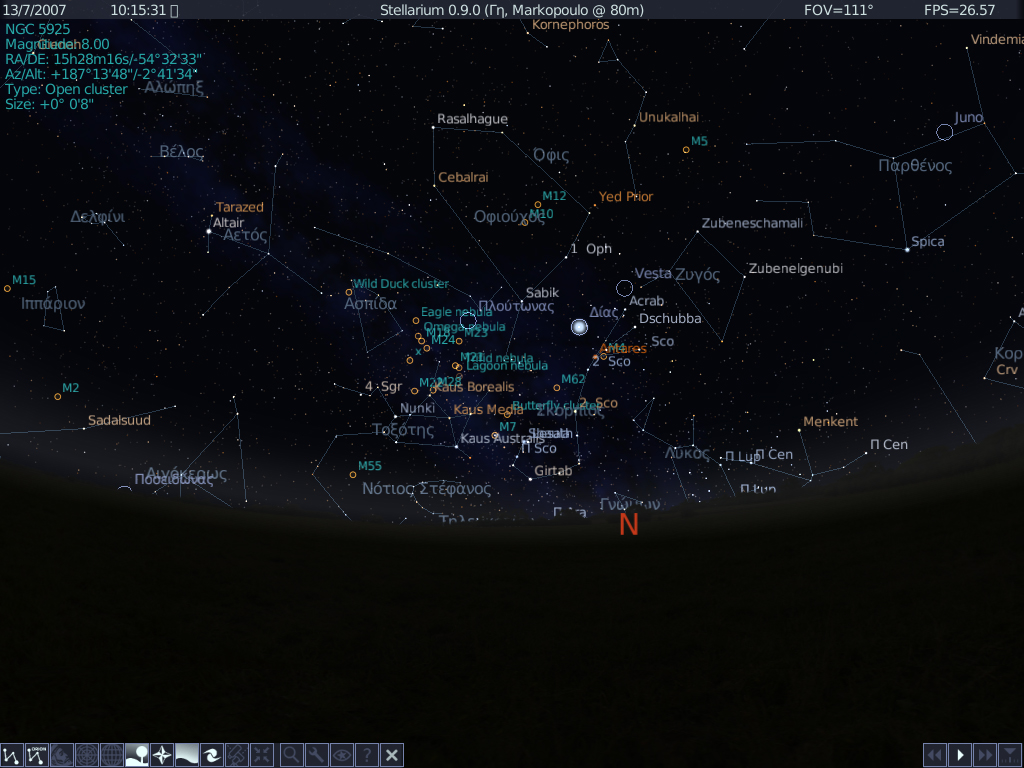
Phiên bản 0.9.0, bằng tiếng Hy Lạp
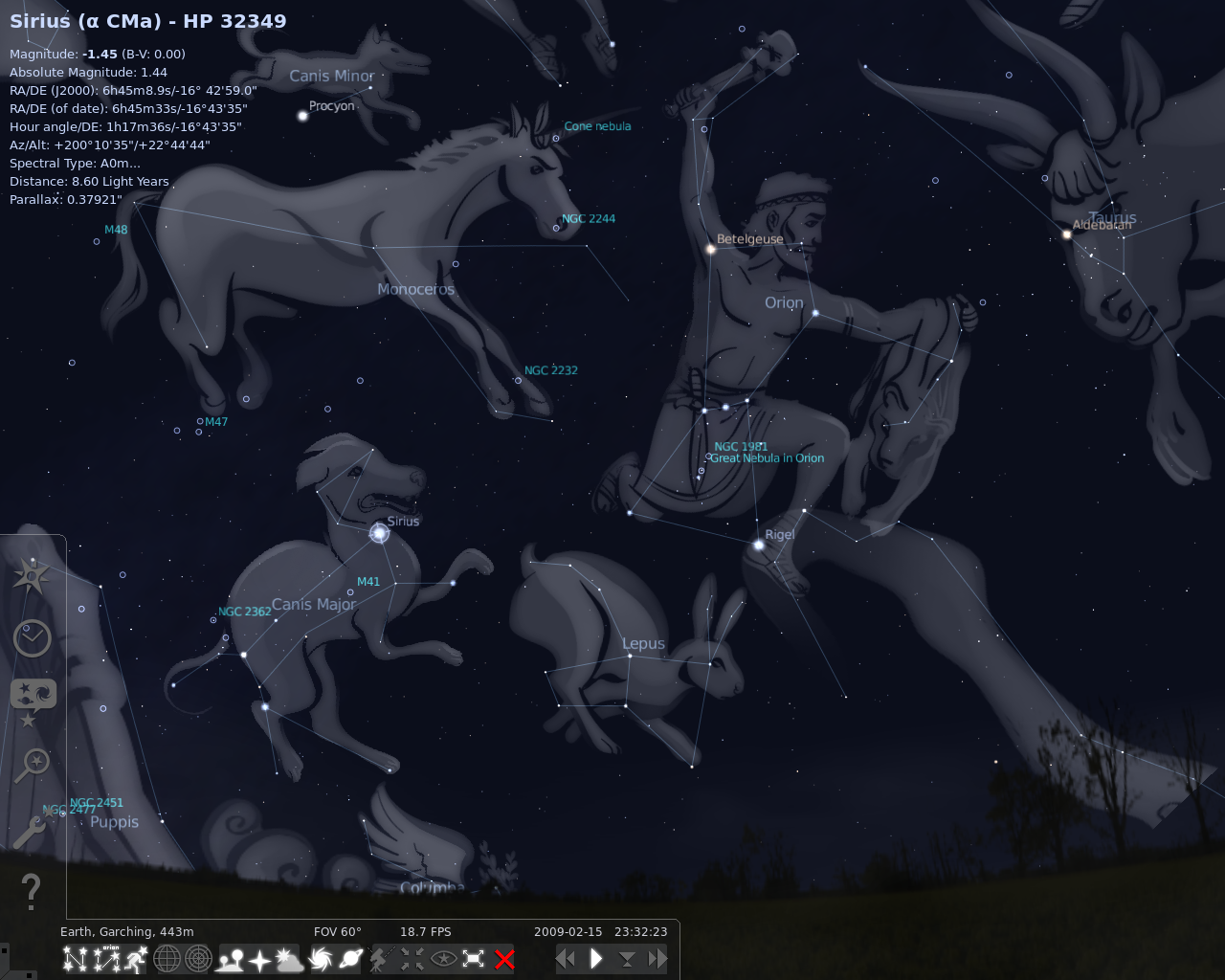
Hình vẽ chòm sao trong phiên bản 0.10.1